# Facundo Barceló
Facundo Barcelo Viera (Florida, Uruguay; 31 de marzo de 1993) es un futbolista uruguayo juega como delantero en el Goiás Esporte Club de la Serie B de Brasil.

## Trayectoria

### Inicios
Debutó en la máxima categoría con Liverpool el 24 de febrero de 2013, jugó contra Danubio y perdieron 1 a 0. A pesar de jugar el Torneo Clausura de esa temporada únicamente, convirtió 5 goles.

### Tanque Sisley
Fue cedido al El Tanque Sisley por seis meses y comenzó el 2015 en la máxima categoría. Disputó 11 partidos y anotó un gol en el último encuentro, que decidía la permanencia en Primera, finalmente derrotaron a Atenas 4 a 2 y mantuvieron la categoría.

### Liverpool de Uruguay
Para la temporada 2015-16, fue considerado por el entrenador de Liverpool, Juan Verzeri, y comenzó jugando los primeros encuentros. Estuvo presente en 7 partidos del Torneo Apertura.

### Juventud de Las Piedras
Quedó libre de Liverpool y fue fichado por Juventud de Las Piedras para jugar el Torneo Clausura. En su primer partido con el nuevo equipo, el 7 de febrero de 2016, anotó un gol contra Danubio, pero perdieron 2 a 1. En la fecha 2, su rival fue Rentistas, volvió a anotar pero perdieron 2 a 1.
Finalmente en la Clausura, logró 6 goles en 11 partidos.

### San Martín de San Juan
Antes de comenzar el Campeonato Uruguayo Especial con Juventud, fue cedido a San Martín de San Juan, para jugar en la Primera División de Argentina.
Debutó con su nuevo club, el 18 de septiembre de 2016, en la fecha 3 del campeonato argentino, ingresó al minuto 62 para enfrentar a River Plate en el Estadio Monumental, y lograron empatar 1 a 1.

### Patronato
En el año 2018 fichó por Patronato. Su debut fue el 26 de julio ante San Martín de Tucumán por Copa Argentina, fueron derrotados pero le cometieron un penal que Sperduti transformó en gol.

### Atlas
En diciembre del 2018 Atlas de México pagó la cláusula de salida de Facundo Barceló (U$S 150.000) y el jugador firmó un contrato por 1 año a préstamo, sin cargo y con una opción de compra.

### Emelec
Llega a Emelec en 2020 como préstamo con opción de compra. En dos temporadas con el elenco ecuatoriano, disputó 52 partidos, anotó 27 goles y entregó 7 asistencias.

### O´Higgins
El 18 de enero de 2022 se confirmó su arribo al Club Deportivo O'Higgins, de la Primera División de Chile. Llegó como agente libre, desde Emelec de Ecuador.
Tuvo su estreno no oficial el 29 de enero en "La Gran Noche Celeste", donde se realizó un amistoso en el Estadio El Teniente ante Audax Italiano. El partido quedó igualado 1-1, con anotación de Barceló para O'Higgins. En tanto, su debut definitivo con el equipo de Rancagua llegó el 4 de febrero, en la primera fecha del Campeonato Nacional 2022, donde O'Higgins goleó 3-0 a Deportes La Serena y fue el propio Barceló quien abrió el marcador a los 4 minutos.

## Estadísticas
| Club                      | País      | Año       | Part. | Goles | Asist. | Prom. |
| ------------------------- | --------- | --------- | ----- | ----- | ------ | ----- |
| Liverpool                 | Uruguay   | 2013-2014 | 50    | 13    | 10     | 0.26  |
| El Tanque Sisley (cedido) | Uruguay   | 2015      | 11    | 1     | 1      | 0.09  |
| Juventud                  | Uruguay   | 2016      | 11    | 6     | 2      | 0.55  |
| San Martín SJ (cedido)    | Argentina | 2016-2018 | 41    | 10    | 7      | 0.24  |
| Patronato                 | Argentina | 2018      | 12    | 6     | 1      | 0.55  |
| Atlas FC                  | México    | 2019      | 34    | 8     | 1      | 0.24  |
| Emelec                    | Ecuador   | 2020-2021 | 62    | 27    | 8      | 0.52  |
| O'Higgins                 | Chile     | 2022      | 26    | 6     | 2      | 0.23  |
| Guaraní                   | Paraguay  | 2023      | 37    | 10    | 6      | 0.31  |
| Ceará                     | Brasil    | 2024      | 39    | 7     | 0      | 0.18  |
| Goiás                     | Brasil    | 2025-Act. | 14    | 2     | 0      | 0.14  |
| Total                     | Total     | Total     | 337   | 96    | 38     | 0.28  |

Tripletes:
| Lista de partidos en los que anotó tres o más goles | Lista de partidos en los que anotó tres o más goles | Lista de partidos en los que anotó tres o más goles | Lista de partidos en los que anotó tres o más goles | Lista de partidos en los que anotó tres o más goles | Lista de partidos en los que anotó tres o más goles | Lista de partidos en los que anotó tres o más goles |
| N.º                                                 | Fecha                                               | Estadio                                             | Partido                                             | Goles                                               | Resultado                                           | Competición                                         |
| --------------------------------------------------- | --------------------------------------------------- | --------------------------------------------------- | --------------------------------------------------- | --------------------------------------------------- | --------------------------------------------------- | --------------------------------------------------- |
| 1                                                   | 24 de marzo de 2013                                 | Belvedere, Montevideo                               | Liverpool - River                                   | x3                                                  | 4 - 2                                               | Campeonato Uruguayo 2013                            |
| 2                                                   | 11 de noviembre de 2020                             | Estadio Reales Tamarindos                           | Emelec - LDU Portoviejo                             | x4                                                  | 6 - 0                                               | Serie A de Ecuador 2020                             |

## Palmarés

### Campeonatos regionales
| Título              | Equipo | País   | Año  |
| ------------------- | ------ | ------ | ---- |
| Campeonato Cearense | Ceará  | Brasil | 2024 |

### Campeonatos nacionales
| Título           | Equipo    | País    | Año  |
| ---------------- | --------- | ------- | ---- |
| Segunda División | Liverpool | Uruguay | 2015 |